# Dariusz Milka
Dariusz Paweł Milka (ur. 17 listopada 1956 w Kłodzku) – polski samorządowiec, inżynier i przedsiębiorca, w latach 1998–2000 prezydent Lubina.

## Życiorys
W 1980 został absolwentem studiów z zakresu elektroniki i cybernetyki technicznej na Politechnice Wrocławskiej. Kształcił się także na studiach podyplomowych na Uniwersytecie Wrocławskim. W pierwszej połowie lat 80. pracował jako sztygar w zakładach górniczych w Lubinie oraz w lokalnym urzędzie telekomunikacji. W późniejszych latach był konstruktorem i informatykiem w zakładach Kombinatu Górniczo-Hutniczego Miedzi. Od 1990 do 1998 przez dwie kadencje zasiadał w lubińskiej radzie miejskiej. W latach 1993–1994 pełnił funkcję prezesa Wojewódzkiego Funduszu Ochrony Środowiska w Legnicy.
W latach 90. był działaczem Unii Wolności (m.in. wiceprzewodniczącym struktur tej partii w województwie legnickim), a także prezesem lokalnego stowarzyszenia Lubin Twoim Miastem. W 1994 w zarządzie miasta kierowanym przez Tadeusza Maćkałę objął stanowisko zastępcy prezydenta miasta. Po kolejnych wyborach samorządowych w listopadzie 1998 został prezydentem Lubina. W trakcie kadencji w czerwcu 2000 zastąpił go na tej funkcji Roman Sadowski.
Przez dwa lata pracował jako pełnomocnik w KGHM Polska Miedź. W bezpośrednich wyborach w 2002 bez powodzenia kandydował na urząd prezydenta, przegrywając w pierwszej turze. W latach 2003–2004 był zatrudniony przy projektach w Iraku. Po powrocie do kraju zajął się prowadzeniem prywatnej działalności konsultingowej. W 2010 kandydował z ramienia Platformy Obywatelskiej do rady powiatu lubińskiego.